# Prata
Prata este un oraș în Minas Gerais (MG), Brazilia.